# 森下知幸
森下 知幸（もりした ともゆき、1961年3月21日 - 2024年1月16日）は、日本の野球選手、高校野球指導者。御殿場西高等学校事務職員・野球部監督。
静岡県立浜松商業高等学校野球部監督、日本大学三島高等学校野球部監督、常葉学園菊川高等学校野球部監督などを歴任した。

## 概要
浜松市立天竜中学校卒業、野球部の一学年下には横浜高校～日本ハムの曽利田勝二がいた。静岡県立浜松商業高等学校の野球部では主将を務め、第50回選抜高等学校野球大会にて優勝を果たした。
その後、中部電力での社会人野球の選手を経て、静岡県立浜松商業高等学校、日本大学三島高等学校、常葉学園菊川高等学校にて野球部の指導を担当した。特に常葉学園菊川高等学校においては、甲子園で一度も勝利したことがなかった同校を強豪校となるまでに育て上げ、第79回選抜高等学校野球大会での優勝に導いた。なお、甲子園のにおいて、史上19人目となる選手と監督双方での優勝経験者となったことでも知られている。
このように、野球指導者として多くの功績を挙げながらも、一方ではそのキャリアに影響を与えるようなトラブルも多かった。監督を務めた野球部では数々の不祥事が続発し、自身も女性に対して性的嫌がらせを行っていたことが発覚したため、一時は謹慎を余儀なくされていた。さらに、第98回全国高等学校野球選手権大会の地方予選大会で優勝したにもかかわらず、その翌日に突如監督を辞任すると発表し、全国大会では指揮を執らないと表明した。だが、日本高等学校野球連盟から問題視されたため、一転して発言を撤回し全国大会までは指揮を執ることになった。

## 来歴

### 生い立ち
1961年静岡県島田市生まれ。静岡県立浜松商業高等学校に進学した。同校では野球部に在籍して二塁手を担い、主将も務めた。1978年の第50回選抜高等学校野球大会においては、決勝戦で福井県立福井商業高等学校を破り優勝を果たした。なお、静岡県立浜松商業高等学校が甲子園で優勝を飾ったのは、このときが初めてである。
静岡県立浜松商業高等学校を卒業後、中部電力に入社した。中部電力においても、社会人野球の選手として引き続きプレーした。

### 指導者として

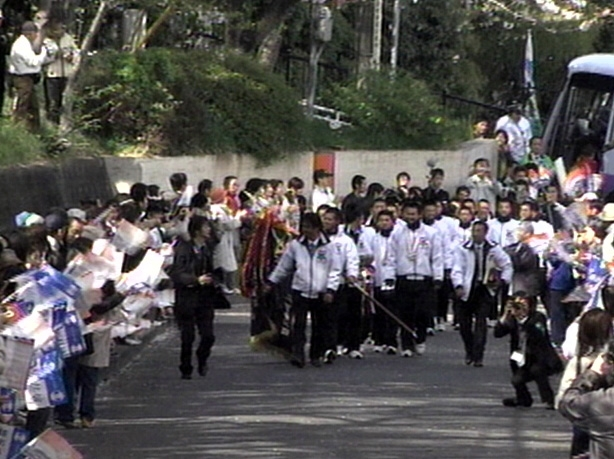
2007年4月4日、静岡県菊川市での第79回選抜高等学校野球大会優勝パレードにて

1981年、母校である静岡県立浜松商業高等学校にて、野球部のコーチに就任した。その後、野球部の副部長に昇任した。1984年には第66回全国高等学校野球選手権大会の地方予選大会で優勝したが、全国大会においては、今まで監督と部長を兼務していた上村敏正に代わって監督となり、引き続き部長を務める上村とともに揃って甲子園の地を踏んだ。いわゆる甲子園では監督や部長はベンチ入りできるが、副部長のベンチ入りは禁じられているため、森下にもベンチ入りさせてやろうと配慮した上村の苦肉の策である。なお、野球部の部長は教員に限られており、教育職員免許状を持たない森下は部長になれないため、いわゆる甲子園で森下がベンチ入りするには監督になるほかないという事情もあった。
さらに1989年には、日本大学三島高等学校にて、野球部の監督に就任した。同年の第71回全国高等学校野球選手権大会においては、日本大学三島高等学校を全国大会出場に導いた。なお、日本大学三島高等学校は春の選抜大会には出場があったが、夏の選手権大会に出場したのは、このときが初めてである。
2002年、恩師である磯部修三に招聘され、常葉学園菊川高等学校にて、野球部のコーチに就任した。なお、同校では教員としてではなく、事務職員として勤務していた。2006年、磯部の後任として監督に昇任した。2007年の第79回選抜高等学校野球大会においては、決勝戦で大垣日本大学高等学校を破り、常葉学園菊川高等学校を初優勝に導いた。しかし、2008年の報道により、2006年から2007年にかけて性的嫌がらせを行っていたことが明るみに出た。その結果、常葉学園菊川高等学校から謹慎処分を受けることになり、野球部の部長であった佐野心が後任の監督となった。佐野が率いた野球部は、第90回全国高等学校野球選手権記念大会に出場を果たし、準決勝まで勝ち進んだ。しかし、わずか一年で同校の野球部の監督に復帰することになり、佐野は再び部長に戻った。2016年には、第98回全国高等学校野球選手権大会の地方予選大会で優勝し、全国大会への出場を決めたが、地方予選大会優勝翌日の午前になって突如監督を辞任すると発表した。しかし、日本高等学校野球連盟から地方予選大会で指揮を執った監督が全国大会直前に辞任するのは教育的、道義的に問題だと指摘され、監督残留を説得された。その結果、辞任表明した当日夕方に緊急会見を開き、一転して発言を撤回し、全国大会までは指揮を執ると表明した。なお、全国大会終了後は、御殿場西高等学校にて野球部の監督に就任する予定であるとされた。
その後、常葉学園菊川高等学校が全国大会の初戦で敗退したため、同年8月21日付で同校を退職し、同年8月22日付で御殿場西高等学校の事務職員になることが発表された。なお、御殿場西高等学校においては、同年8月30日より野球部の指導にあたり、監督に就任する予定だとされた。また、常葉学園菊川高等学校では、後任の監督はしばらく選任せず、副部長の高橋利和が監督代行に就任することになった。のちに高橋が後任の監督に就任することが正式に決定した。
2024年1月16日、御殿場西高等学校に登校したものの、腰と腹部に激しい痛みを覚えたため早退した。その後すぐに運転した自動車は学校近くの空き地に突っ込んだため、伊豆の国市内の病院に搬送されたが、同日の午後11時半に病院で大動脈瘤破裂のため死去。62歳没。

## 不祥事・騒動

### 女性に対する性的嫌がらせ
2006年12月、取材に来た毎日新聞社の女性記者に対して「次はクリスマスイブの日にホテルを取ってから取材に来てよ」と要求した上で「野球部のクリスマスパーティーがあるからそれに出て、その後二人で抜け出そう」などと発言した。驚いた記者は、業務都合で無理だと再三断った上で、女性記者は既に恋人がいると重ねて説明した。しかし、記者から何度断られても「静岡の男は俺に決まりだ」「もう一度俺に恋をさせてくれ」「仕事なんかいいじゃないか」などと執拗に要求した。さらに、記者を飲食店やカラオケに誘い出して、記者に対して腕を組んだり手を握ったりという行為に及び、記者から拒まれても「恥ずかしがり屋だなあ」などと発言していた。
困った記者は毎日新聞社静岡支局の支局長に相談したが、支局長は森下に近寄らずに取材するよう指示するに留めたため、記者はその後も常葉学園菊川高等学校の担当を続けることになった。しかし、森下の関係者までもが記者に対して「ちゃんと女性の武器を使って監督の近くに行って取材しなさい」などと要求するに至った。この記者は2007年に倒れ、1週間点滴を必要とする状態となった。さらに記者は鬱と診断され、同年8月より休職に追い込まれた。この事態を受け、同年8月に学校側から事情聴取を受けることになったため、森下は「不快な思いをさせたとしたら大変申し訳ない」と初めて謝罪した。その結果、校長が、毎日新聞社静岡支局長に対して謝罪する騒ぎとなった。
翌年、『週刊文春』が同校における不祥事の情報をつかみ、学校職員や野球部員らによる性的嫌がらせとともに、森下の一連の行為も報じられることになった。しかし、2007年8月時点で「大変申し訳ない」と謝罪していたにもかかわらず、2008年の同誌の取材に対して森下は「休職されたということは校長から聞いていますが、原因は思い当たらない。酒席で一緒になることはあったと思うが、手を握ったり、セクハラしたことなど一切ありません」などと嘯いていた。また、日本高等学校野球連盟参事の田名部和裕は「聞いていない」と述べ、同校からそのような報告はなかったとしている。そのうえで、田名部は報道内容について「事実じゃなければ名誉毀損じゃないですか」と指摘した。
しかし、同誌の報道内容を全国紙が紙面で取り上げるなど、大きな話題となったことから、日本高等学校野球連盟が静岡県高等学校野球連盟に対して調査を指示する事態となった。同年5月13日には、静岡県高野連の理事長、不祥事発生当時の校長、および、同年5月時の校長が呼び出され、日本高野連による事情聴取が行われた。校長らは事実関係を認め、日本高野連に対して謝罪した。その後の記者会見にて、校長は、森下の一連の行為について「セクハラととられても仕方がない」と説明し、事実関係を認めた。そのうえで、校長は「女性記者に不快な思いをさせたのは事実。大変申し訳ない」と発言し、公の場で初めて謝罪した。その結果、森下には同校より謹慎処分が下されることになった。なお、日本高野連会長である脇村春夫から「学校サイドの謹慎処分を了承した」との説明があり、同校側の処分を認めるとともに同連盟からは追加処分は行わないことが発表された。

### 地方予選大会優勝翌日に突然の辞任表明
2016年7月27日、森下が率いる常葉学園菊川高等学校野球部は第98回全国高等学校野球選手権大会の地方予選大会の一つである静岡大会にて優勝を果たし、全国大会出場の権利を勝ち取った。しかし、その翌日午前、監督を同年7月末日で辞任すると突如発表したことから、大きな混乱を招いた。
もともと静岡大会前には既に7月末日の辞任を決意していたが、野球部に伝えたのは静岡大会優勝翌日の7月28日午前になってからであった。そのため、辞任すると突然聞かされた選手は強い衝撃を受け、中には泣き出す者も散見された。なお、辞任理由については、自身と妻の体調不良、及び静岡県東部の自宅に戻りたいこと、などを挙げていた。しかし、7月28日午後になると、日本高等学校野球連盟から「県、全国と続く一つの大会中での交代は教育的にも道義的にも認められない」と指摘され、監督残留を説得されるなど、連盟を巻き込む騒動となった。その結果、7月28日夕方に緊急会見を開き「まずは選手にお詫びをしたい」と謝罪したうえで、7月末日での辞任は撤回し、全国大会までは指揮を執ると表明した。

## 略歴
- 1961年 - 静岡県にて誕生。
- 1981年 - 静岡県立浜松商業高等学校野球部コーチ。
- 1984年 - 静岡県立浜松商業高等学校野球部監督。
- 1989年 - 日本大学三島高等学校野球部監督。
- 2002年 - 常葉学園菊川高等学校野球部コーチ（ - 2006年）。
- 2006年 - 常葉学園菊川高等学校野球部監督（ - 2008年）。
- 2009年 - 常葉学園菊川高等学校野球部監督（ - 2016年）。
- 2016年 - 御殿場西高等学校野球部監督。
- 2024年 - 死去[2]。

## 賞罰
- 2008年 - 常葉学園菊川高等学校より謹慎処分。

## 全国大会での戦績

### 選手としての戦績
| 大会名               | 出場回             | 出場校                   | 戦績 | 対戦校                             |
| -------------------- | ------------------ | ------------------------ | ---- | ---------------------------------- |
| 選抜高等学校野球大会 | 第50回（1978年春） | 静岡県立浜松商業高等学校 | ○    | 島根県立益田高等学校               |
| 選抜高等学校野球大会 | 第50回（1978年春） | 静岡県立浜松商業高等学校 | ○    | 早稲田大学系属早稲田実業学校高等部 |
| 選抜高等学校野球大会 | 第50回（1978年春） | 静岡県立浜松商業高等学校 | ○    | 東北高等学校                       |
| 選抜高等学校野球大会 | 第50回（1978年春） | 静岡県立浜松商業高等学校 | ○    | 群馬県立桐生高等学校               |
| 選抜高等学校野球大会 | 第50回（1978年春） | 静岡県立浜松商業高等学校 | ○    | 福井県立福井商業高等学校           |

### 監督としての戦績
| 大会名                     | 出場回             | 出場校                   | 戦績 | 対戦校                   |
| -------------------------- | ------------------ | ------------------------ | ---- | ------------------------ |
| 選抜高等学校野球大会       | 第79回（2007年春） | 常葉学園菊川高等学校     | ○    | 仙台育英学園高等学校     |
| 選抜高等学校野球大会       | 第79回（2007年春） | 常葉学園菊川高等学校     | ○    | 愛媛県立今治西高等学校   |
| 選抜高等学校野球大会       | 第79回（2007年春） | 常葉学園菊川高等学校     | ○    | 大阪桐蔭高等学校         |
| 選抜高等学校野球大会       | 第79回（2007年春） | 常葉学園菊川高等学校     | ○    | 熊本県立熊本工業高等学校 |
| 選抜高等学校野球大会       | 第79回（2007年春） | 常葉学園菊川高等学校     | ○    | 大垣日本大学高等学校     |
| 選抜高等学校野球大会       | 第80回（2008年春） | 常葉学園菊川高等学校     | ○    | 明豊高等学校             |
| 選抜高等学校野球大会       | 第80回（2008年春） | 常葉学園菊川高等学校     | ●    | 千葉経済大学附属高等学校 |
| 選抜高等学校野球大会       | 第85回（2013年春） | 常葉学園菊川高等学校     | ○    | 福井県立春江工業高等学校 |
| 選抜高等学校野球大会       | 第85回（2013年春） | 常葉学園菊川高等学校     | ○    | 報徳学園高等学校         |
| 選抜高等学校野球大会       | 第85回（2013年春） | 常葉学園菊川高等学校     | ●    | 高知高等学校             |
| 全国高等学校野球選手権大会 | 第66回（1984年夏） | 静岡県立浜松商業高等学校 | ○    | 智辯学園高等学校         |
| 全国高等学校野球選手権大会 | 第66回（1984年夏） | 静岡県立浜松商業高等学校 | ●    | 愛媛県立松山商業高等学校 |
| 全国高等学校野球選手権大会 | 第71回（1989年夏） | 日本大学三島高等学校     | ●    | 熊本県立熊本工業高等学校 |
| 全国高等学校野球選手権大会 | 第89回（2007年夏） | 常葉学園菊川高等学校     | ○    | 日本大学山形高等学校     |
| 全国高等学校野球選手権大会 | 第89回（2007年夏） | 常葉学園菊川高等学校     | ○    | 日南学園高等学校         |
| 全国高等学校野球選手権大会 | 第89回（2007年夏） | 常葉学園菊川高等学校     | ○    | 大垣日本大学高等学校     |
| 全国高等学校野球選手権大会 | 第89回（2007年夏） | 常葉学園菊川高等学校     | ●    | 広陵高等学校             |
| 全国高等学校野球選手権大会 | 第95回（2013年夏） | 常葉学園菊川高等学校     | ○    | 佐賀県立有田工業高等学校 |
| 全国高等学校野球選手権大会 | 第95回（2013年夏） | 常葉学園菊川高等学校     | ●    | 徳島県立鳴門高等学校     |
| 全国高等学校野球選手権大会 | 第98回（2016年夏） | 常葉学園菊川高等学校     | ●    | 秀岳館高等学校           |
| 明治神宮野球大会           | 第38回（2007年秋） | 常葉学園菊川高等学校     | ○    | 東洋大学附属姫路高等学校 |
| 明治神宮野球大会           | 第38回（2007年秋） | 常葉学園菊川高等学校     | ○    | 明徳義塾高等学校         |
| 明治神宮野球大会           | 第38回（2007年秋） | 常葉学園菊川高等学校     | ○    | 横浜高等学校             |